# Експлицитна култура
Експлицитна култура је систем типичних, стандардизованих образаца понашања који означава спољне, видљиве манифестације културе као што су: карактеристичан начин производње, начин исхране, облачења, подизања деце, затим, типични обичаји, обреди и церемоније итд., насупрот оној унутрашњој, невидљивој страни, која се означава као имплицитна култура.